# Agencja Północny Waziristan
Agencja Północny Waziristan (urdu: شمالی وزیرستان ایجنسی, North Waziristan) – agencja w zachodnim Pakistanie na obszarze Terytoriów Plemiennych Administrowanych Federalnie przy granicy z Afganistanem. W 1998 roku liczyła 361 246 mieszkańców.